# اتحاد مستقلي داهومي
اتحاد مستقلي داهومي (بالفرنسية: Union des Indépendants du Dahomey)‏ كان حزبًا سياسيًا في داهومي الفرنسية بقيادة بول دربو.

## التاريخ
أسس دربو الحزب في عام 1956 في منطقة دجوغو من أجل التنافس ضد هوبير ماغا وحركة داهوميان الديمقراطية.  كان يعرف في الأصل باسم الدفاع عن المصالح الاقتصادية. وخاض انتخابات 1956 في الجمعية الوطنية الفرنسية، لكنه حصل على 1.7٪ فقط من الأصوات. 
فاز داربوكس بمقعد دجوجو في انتخابات الجمعية الإقليمية في مارس 1957. بحلول هذا الوقت، تم تغيير اسم الحزب إلى مستقلي الشمال. في أغسطس 1957 اندمج الحزب مع حركة داهوميان الديمقراطية لتشكيل تجمع داهوميان الديمقراطي. ومع ذلك، ترك دربو التجمع في أبريل 1958 لإعادة تأسيس حزبه الخاص، تحت اسم اتحاد مستقلي داهومي. 